# Eisbären Bremerhaven
El Eisbären Bremerhaven es un equipo de baloncesto alemán que compite en la ProA, la segunda división del país. Tiene su sede en la ciudad de Bremerhaven, en el estado de Bremen. Disputa sus partidos en el Bremerhaven Stadthalle, con capacidad para 4200 espectadores.

## Historia
El club se formó en 1991, fruto de la unión entre el OSC Bremerhaven y el SFL Bremerhaven, llamándose BSG Bremerhaven. Ascendió a la Bundesliga en 2005, y en su primera temporada, tras acabar en la cuarta posición en la liga regular, alcanzó las semifinales, siendo eliminado por el ALBA Berlin.

## Registro por temporadas
| Temporada | División | Liga                     | Posición | Playoffs             | Copa de baloncesto de Alemania |
| --------- | -------- | ------------------------ | -------- | -------------------- | ------------------------------ |
| 2000–01   | 2        | 2. Basketball Bundesliga | 8        | –                    | –                              |
| 2001–02   | 2        | 2. Basketball Bundesliga | 6        | –                    | –                              |
| 2002–03   | 2        | 2. Basketball Bundesliga | 3        | –                    | –                              |
| 2003–04   | 2        | 2. Basketball Bundesliga | 2        | –                    | –                              |
| 2004–05   | 2        | 2. Basketball Bundesliga | 1        | Sube                 | –                              |
| 2005–06   | 1        | Bundesliga               | 4        | Semifinal            | –                              |
| 2006–07   | 1        | Bundesliga               | 6        | Cuartos de final     | Cuartos                        |
| 2007–08   | 1        | Bundesliga               | 8        | Cuartos de final     | Terceros                       |
| 2008–09   | 1        | Bundesliga               | 18       | Desciende(repescado) | –                              |
| 2009–10   | 1        | Bundesliga               | 5        | Cuartos de final     | Terceros                       |
| 2010–11   | 1        | Bundesliga               | 3        | Semifinal            | –                              |
| 2011–12   | 1        | Bundesliga               | 11       | –                    | –                              |
| 2012–13   | 1        | Bundesliga               | 11       | –                    | –                              |
| 2013–14   | 1        | Bundesliga               | 12       | –                    | –                              |
| 2014–15   | 1        | Bundesliga               | 15       | –                    | –                              |
| 2015–16   | 1        | Bundesliga               | 15       | –                    | –                              |
| 2016–17   | 1        | Bundesliga               | 12       | –                    | –                              |
| 2017–18   | 1        | Bundesliga               | 16       | –                    | –                              |
| 2018–19   | 1        | Bundesliga               | 17       | Desciende            | –                              |
| 2019-20   | 2        | ProA                     | 2*       | –                    | –                              |

*Competición suspendida por la pandemia de COVID-19. Fue propuesto para ascender, pero renunció.

## Palmarés
- 2. Basketball Bundesliga Grupo Norte
  - Campeón (1): 2005

## Jugadores destacados
| - Jannik Freese - Ingo Freyer - Sven Schultze - Philip Zwiener - Ivars Timermanis - Žygimantas Jonušas - Adas Juškevičius - Darius Pakamanis - Vojdan Stojanovski - Darius Adams - Derrick Allen - Tyrone Brazelton - Jamison Brewer - Rodney Buford - Stanley Burrell - Jacob Burtschi - Jason Cain - Louis Campbell - Brian Chase - Adam Chubb |  | - Andrew Drevo - Terrell Everett - Darren Fenn - Kevin Gardner - Alex Gordon - Stefon Jackson - Nick Jacobson - DeAndre Liggins - Torrell Martin - Tyus McGee - Zachery Peacock - Devin Searcy - Marcus Slaughter - Jerry Smith - Mike Smith - Rodney Williams - Alon Stein - Robert Tomaszek - Frank Elegar - Dejan Stojanovski |  | - Moses Ehambe - CJ Wallace - Harold Doyal - Chris McNaughton - Keith Waleskowski - Craig Callahan - Troy Ostler |